# 古巴兔子
古巴兔子是古巴特有的一種硬毛鼠。牠們棲息在亞熱帶或熱帶的低地森林、乾旱叢林及山區。一些學者認為牠們是於全新世滅絕，但另一些則指牠們一直生存至1500年。